# Svitávka (okres Blansko)
Svitávka je městys v okrese Blansko v Jihomoravském kraji. Leží poblíž Boskovic ležící 314 metrů. Žije zde přibližně 1 900 obyvatel.

## Historie
Je prokázáno osídlení v těchto místech již od pravěku, na konci 11. století zde stálo kontrolní stanoviště trstenické stezky. První písemná zmínka o obci pochází z roku 1284, kdy Václav II. dal svolení obec opevnit. Roku 1583 byla obec Rudolfem II. povýšena na městečko a bylo jí uděleno právo užívat znaku a pečetit červeným voskem. V polovině 15. století zde Vaněk z Boskovic vystavěl malý hrádek. Ve znaku má městys svatého Štěpána.
Od 10. října 2006 byl obci vrácen status městyse.

## Obyvatelstvo
| Rok            | 1869  | 1880  | 1890  | 1900  | 1910  | 1921  | 1930  | 1950  | 1961  | 1970  | 1980  | 1991  | 2001  | 2011  | 2021  |
| -------------- | ----- | ----- | ----- | ----- | ----- | ----- | ----- | ----- | ----- | ----- | ----- | ----- | ----- | ----- | ----- |
| Počet obyvatel | 1 380 | 1 558 | 1 667 | 1 809 | 2 385 | 2 350 | 2 462 | 2 024 | 2 070 | 2 032 | 1 873 | 1 615 | 1 683 | 1 693 | 1 757 |
| Počet domů     | 169   | 181   | 184   | 190   | 254   | 281   | 365   | 435   | 439   | 445   | 427   | 489   | 509   | 546   | 570   |

## Správa městyse

### Části městyse
- Sasina
- Svitávka

### Symboly městyse
Znak a vlajka byly městysi uděleny rozhodnutím předsedy Poslanecké sněmovny Parlamentu České republiky dne 4. června 1998.

## Sport
Ve Svitávce jsou tyto sportovní celky:
- SK Moravan Svitávka – oddíl kopané, tento oddíl má čtyři družstva a to je družstvo přípravky, žáků, dorostu a mužů. Od roku 2009 hrají na novém hřišti, které bylo vybudováno za pomoci městysu Svitávka a státních a okresních dotací[10]
- TJ Sokol Svitávka – sportovní činnost je zaměřena na tenis, stolní tenis, všestrannost. Provozuje saunu[11]
- Jestřábi Svitávka z. s. – podporuje sportovní činnosti (florbal, badminton, stolní tenis, volejbal)[12]
- Mlékárna Olešnice Cykloklub Svitávka - oddíl kolové[13]

## Pamětihodnosti
- Pozdně barokní kostel svatého Jana Křtitele
- Löw-Beerovy vily ve Svitávce
- kříž a socha svatého Jana Nepomuckého z roku 1708[5]
- hradisko nacházející se severně od obce

## Osobnosti
- Moses Löw-Beer (1794–1851), zakladatel svitávecké textilky
- Josefa Vejrychová-Dapeciová (1851–1937), spisovatelka, básnířka a překladatelka
- Alfred Löw-Beer (1872–1939), továrník a vnuk Mosese Löwa-Beera.
- Grete Tugendhat (1903–1970), podnikatelka, dcera Alfreda Löwa-Beera. S manželem Fritzem nechala vystavět Vilu Tugendhat.
- Jan Dokulil (1910–1974), katolický kněz, účastník 2. odboje, básník, překladatel, vězeň komunismu. V letech 1968 až 1974 duchovní správce svitávecké farnosti. Ve Svitávce je i pohřben.
- Mirko Foret (1922–1998), skladatel, trumpetista a dirigent. Zakládající člen Orchestru Gustava Broma.
- Zdeněk Palcr (1927–1996), sochař a restaurátor.
- Jiří Hrdlička starší (* 1973), reprezentant ČR v kolové.[14][15] Dvojnásobný mistr světa (2003 s Miroslavem Bergerem a 2008 s Radimem Hasoněm), stříbrný (2005 s Miroslavem Bergerem a 2006 s Jiřím Böhmem) a bronzový (2019 s Pavlem Loskotem).
- Radim Hasoň, reprezentant ČR v kolové. Mistr světa z roku 2008 v Dornbirnu s Jiřím Hrdličkou starším.
- Pavel Loskot (* 1979), stomatolog, výrobce míčů na kolovou, reprezentant ČR v kolové.[16][17] Držitel bronzu z Mistrovství světa z Basileje 2019 s Jiřím Hrdličkou starším.
- Jiří Hrdlička mladší (* 1996), reprezentant ČR v kolové.[18] Čtvrté místo z MS 2017 v Dornbirnu s Jiřím Hrdličkou starším. Držitel bronzu z Mistrovství Evropy U23 2018 ve Zlíně s Romanem Staňkem.
- Roman Staněk, reprezentant ČR v kolové.[19] Držitel bronzu z Mistrovství Evropy U23 2018 ve Zlíně s Jiřím Hrdličkou mladším.
- Filip Zahálka, reprezentant ČR v kolové. Držitel bronzu z Mistrovství Evropy juniorů 2012 v Gentu s Markem Topolářem ze Šitbořic.[20]

## Fotogalerie

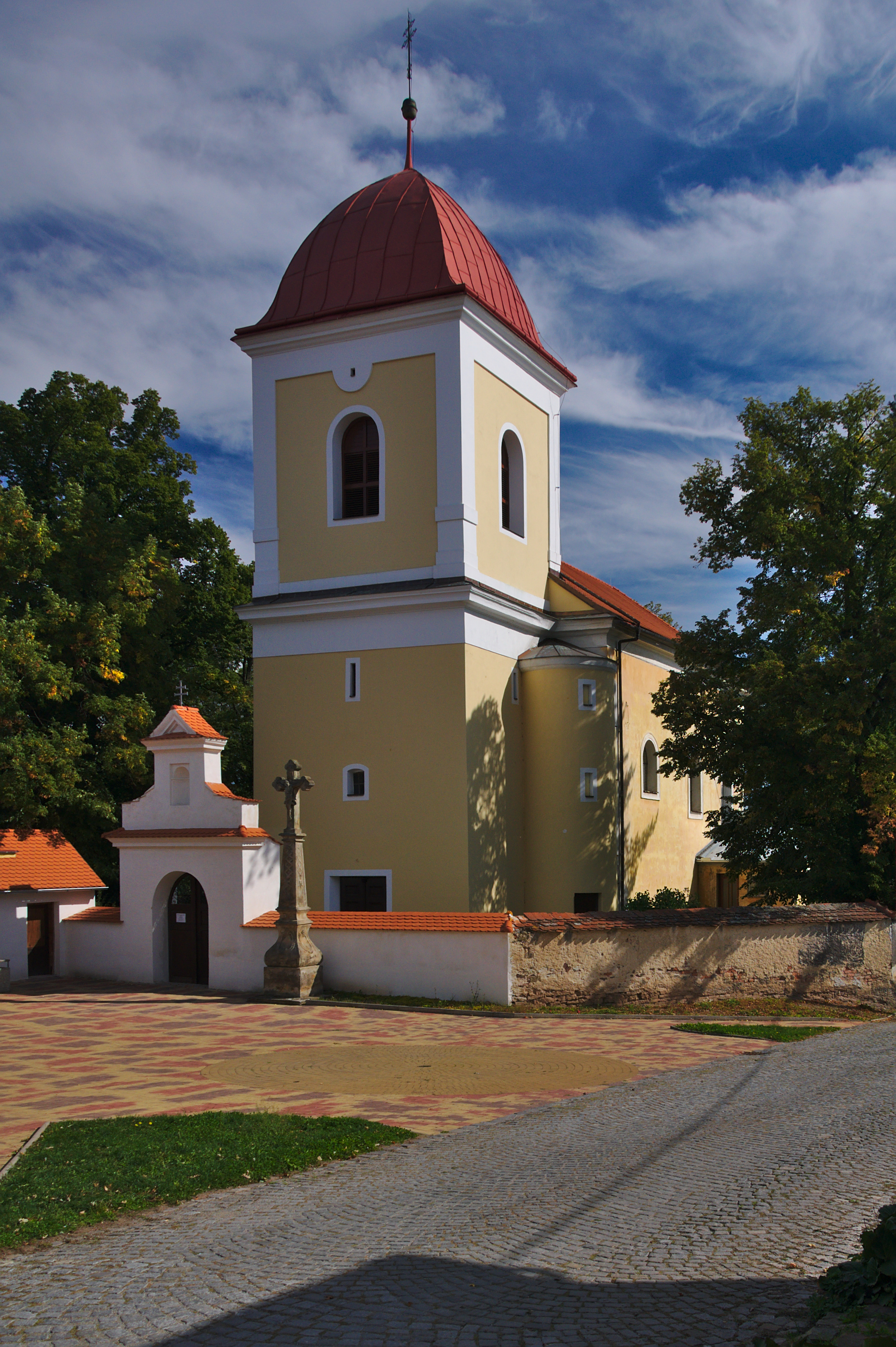
Kostel svatého Jana Křtitele
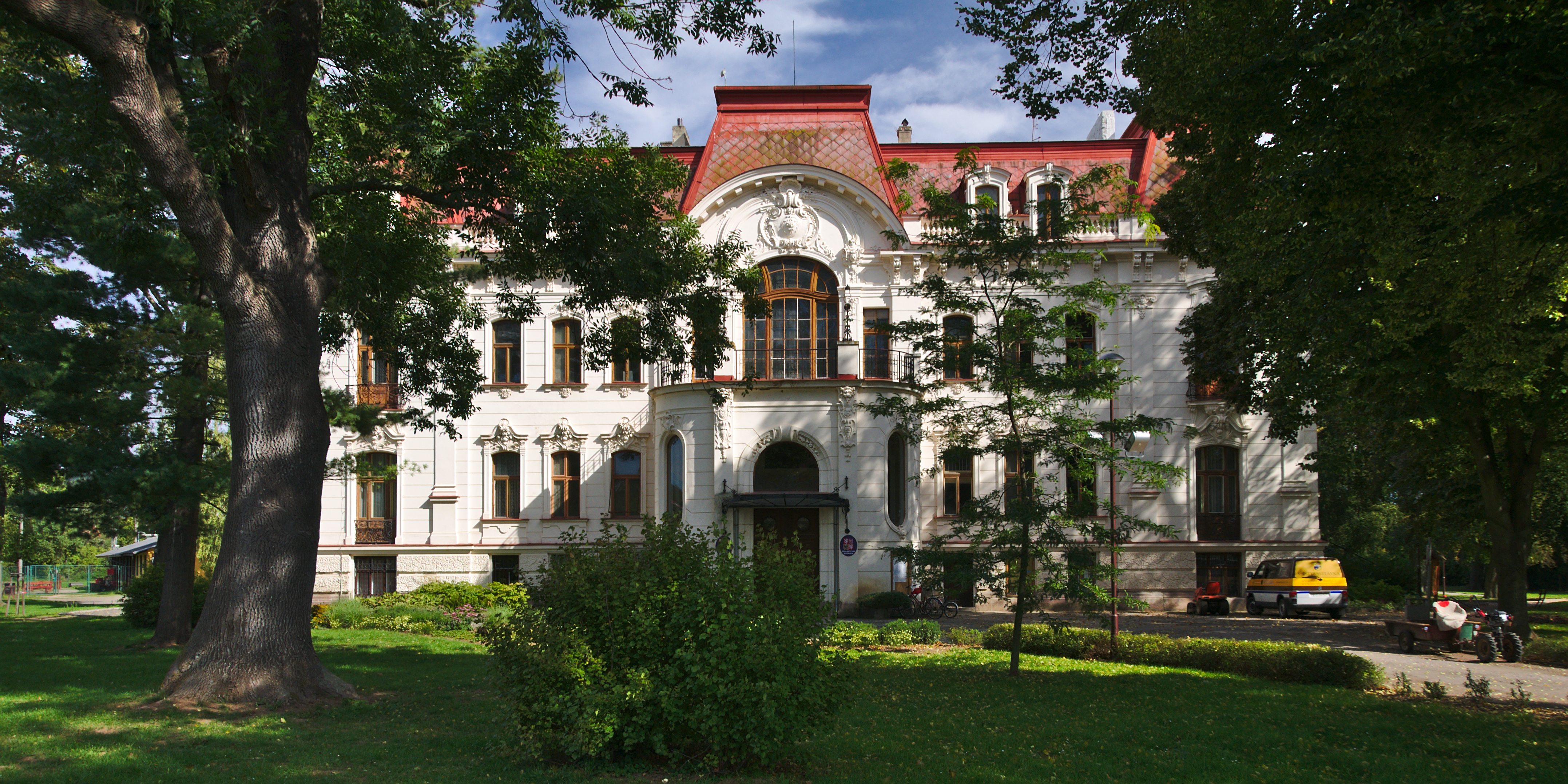
Velká Löw-Beerova vila
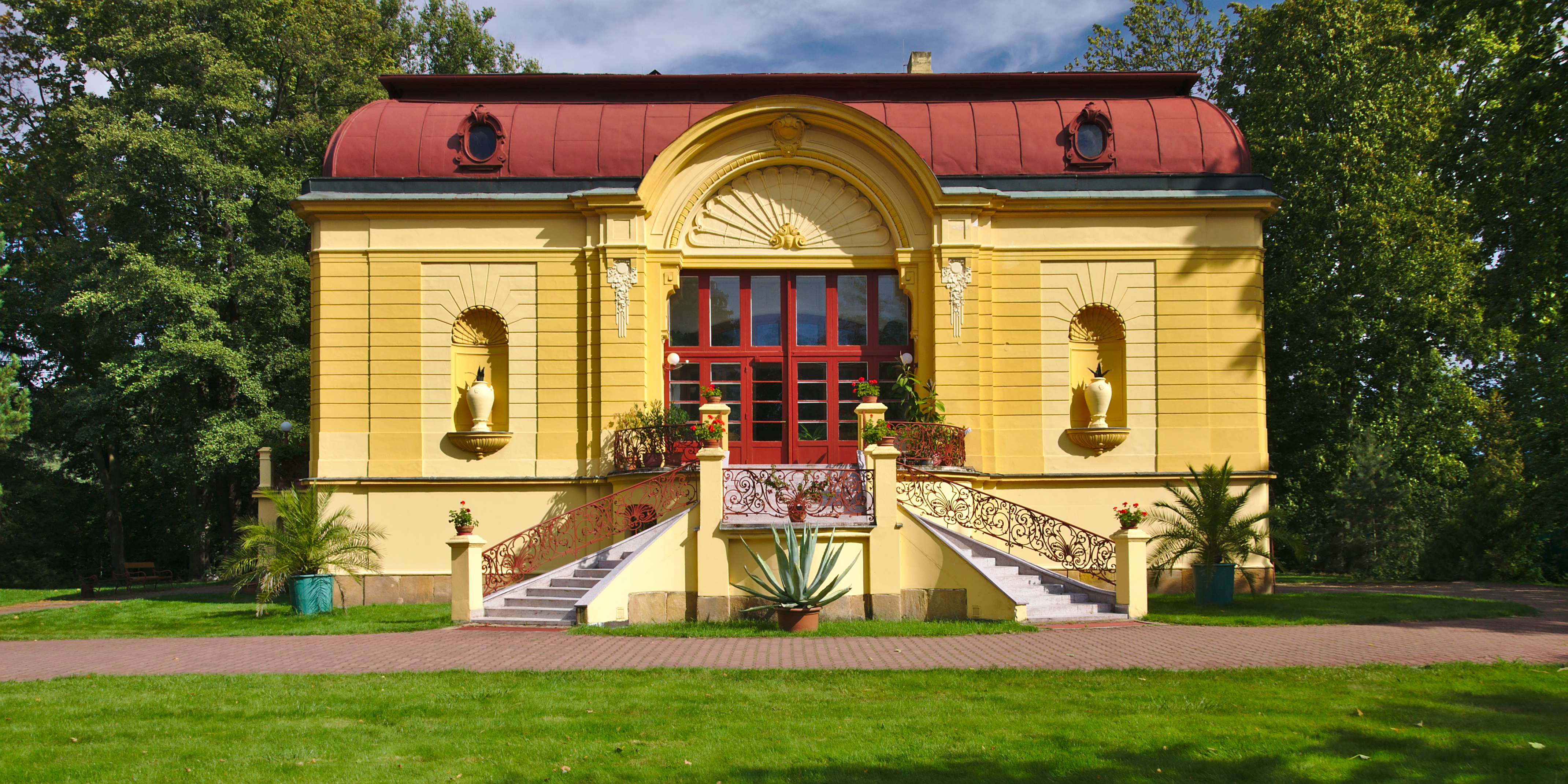
Malá Löw-Beerova vila
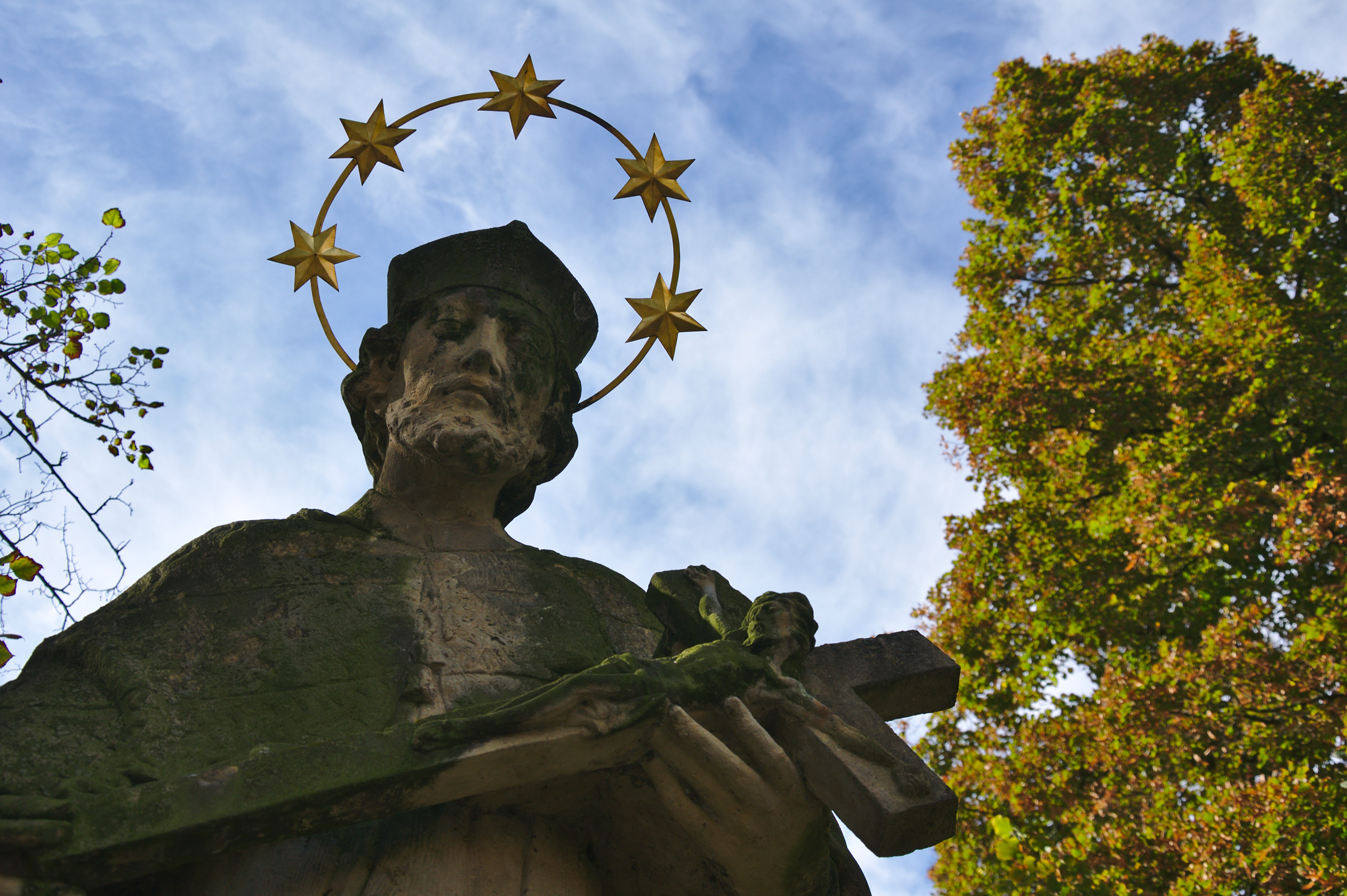
Socha svatého Jana Nepomuckého na náměstí
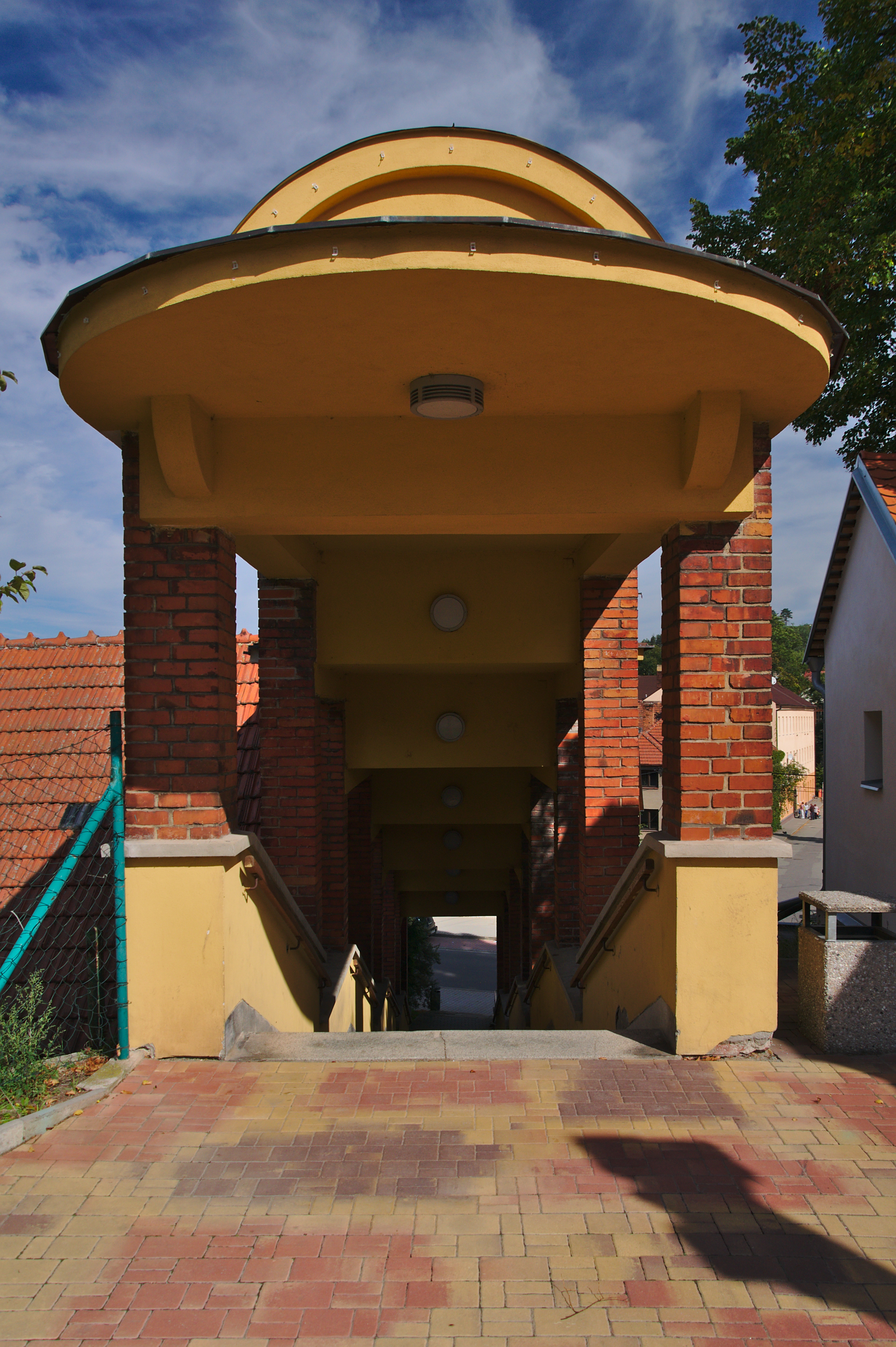
Kryté schodiště u kostela
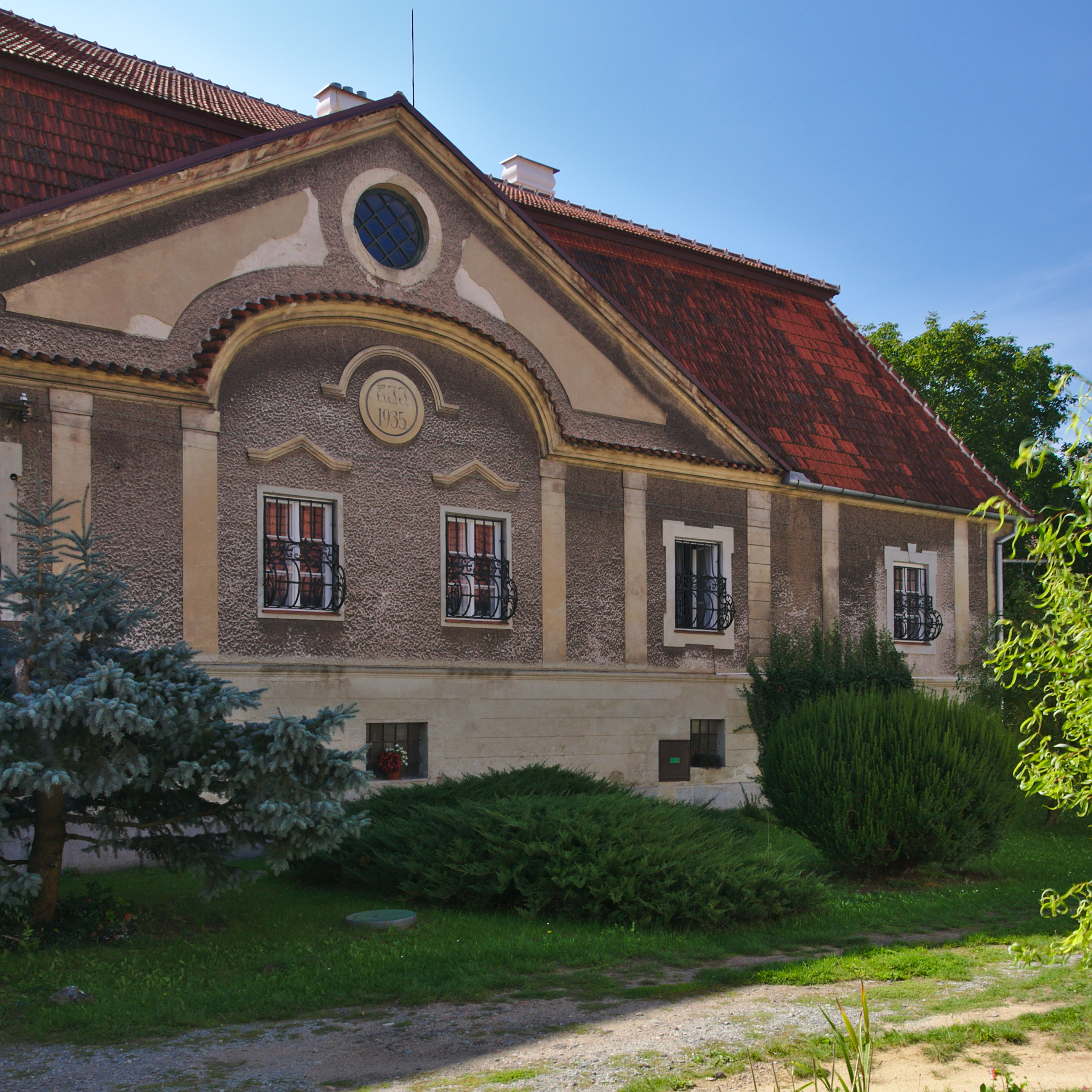
Prostřední mlýn
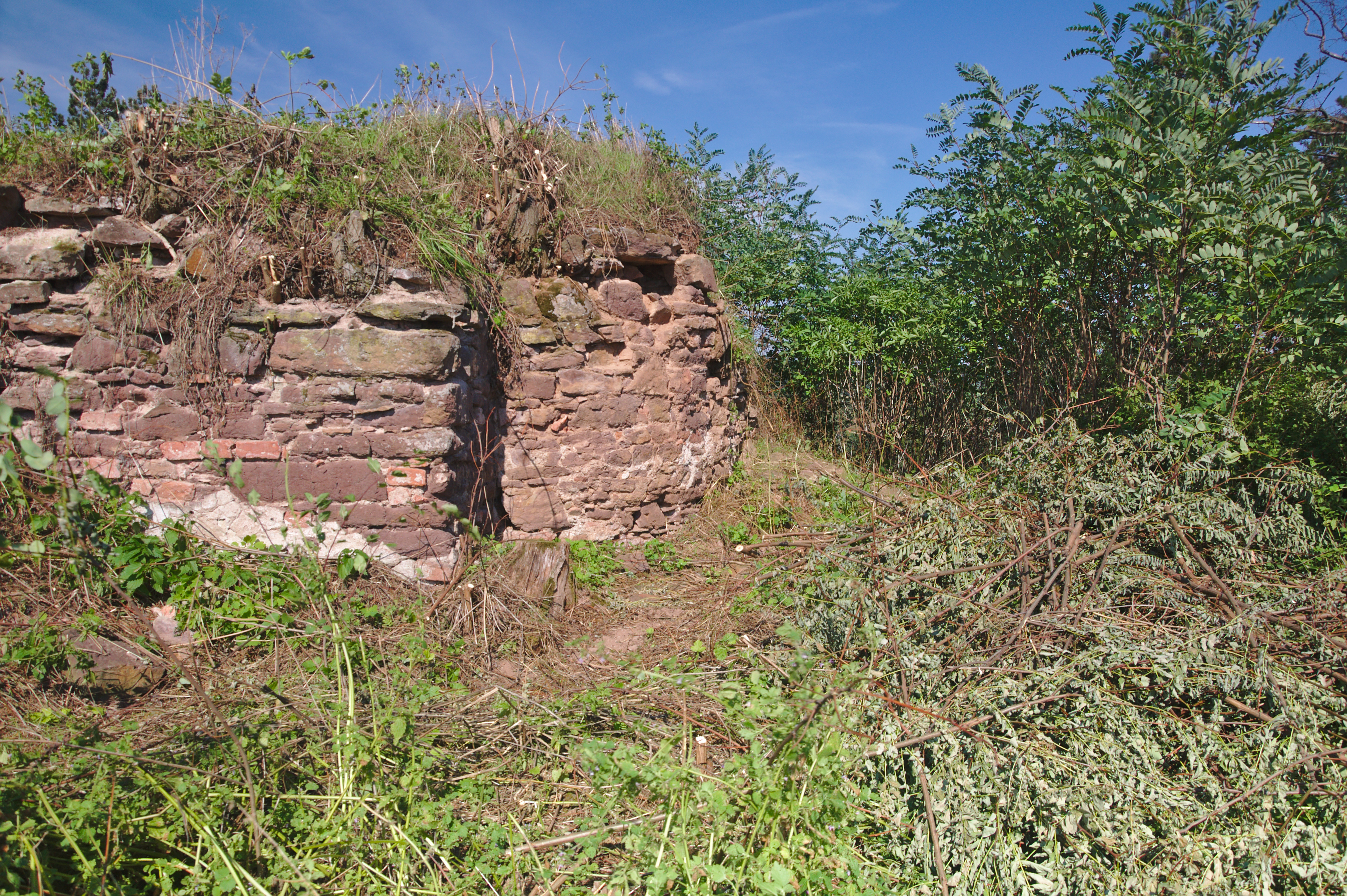
Hradiště
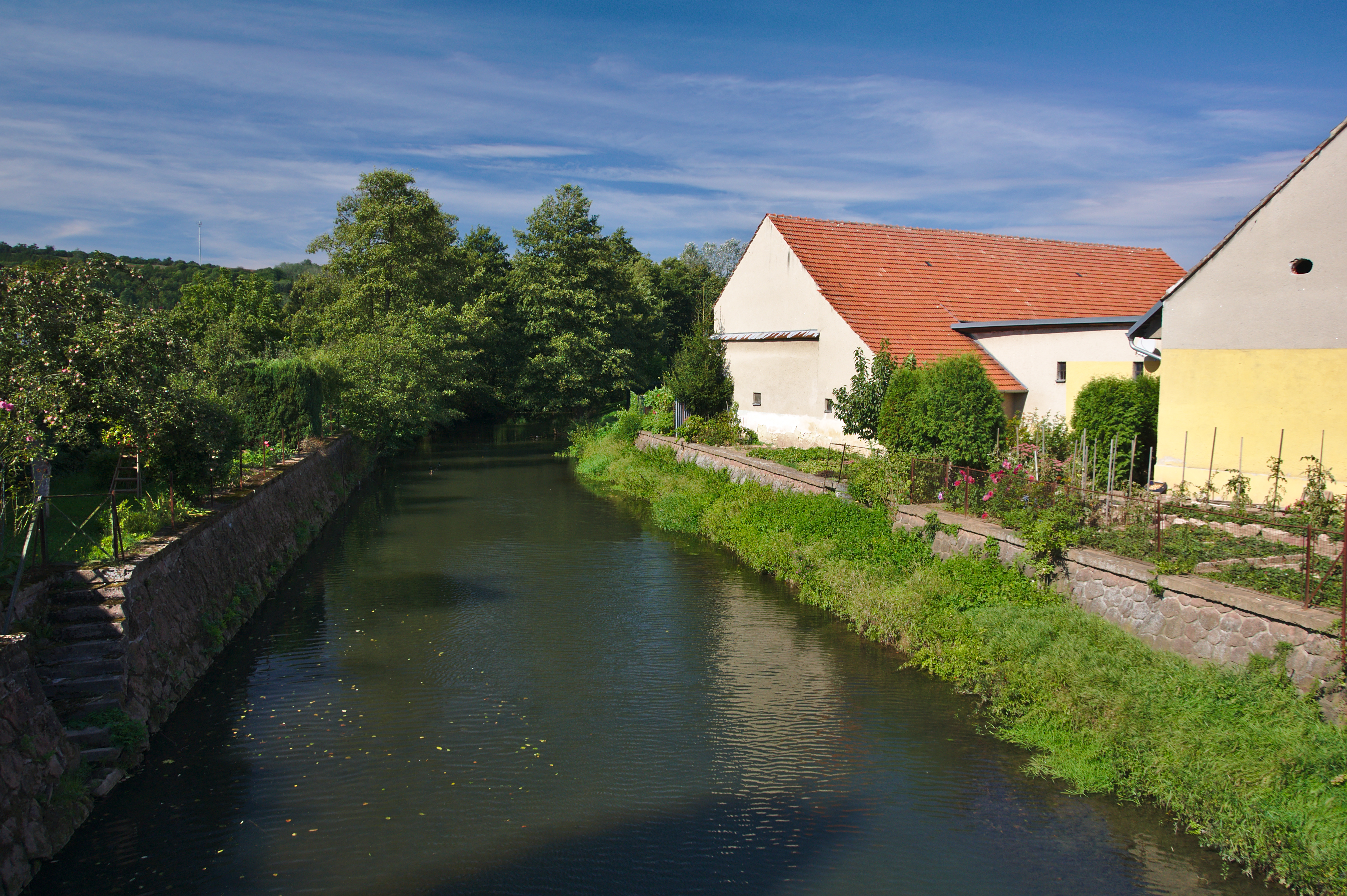
řeka Svitava
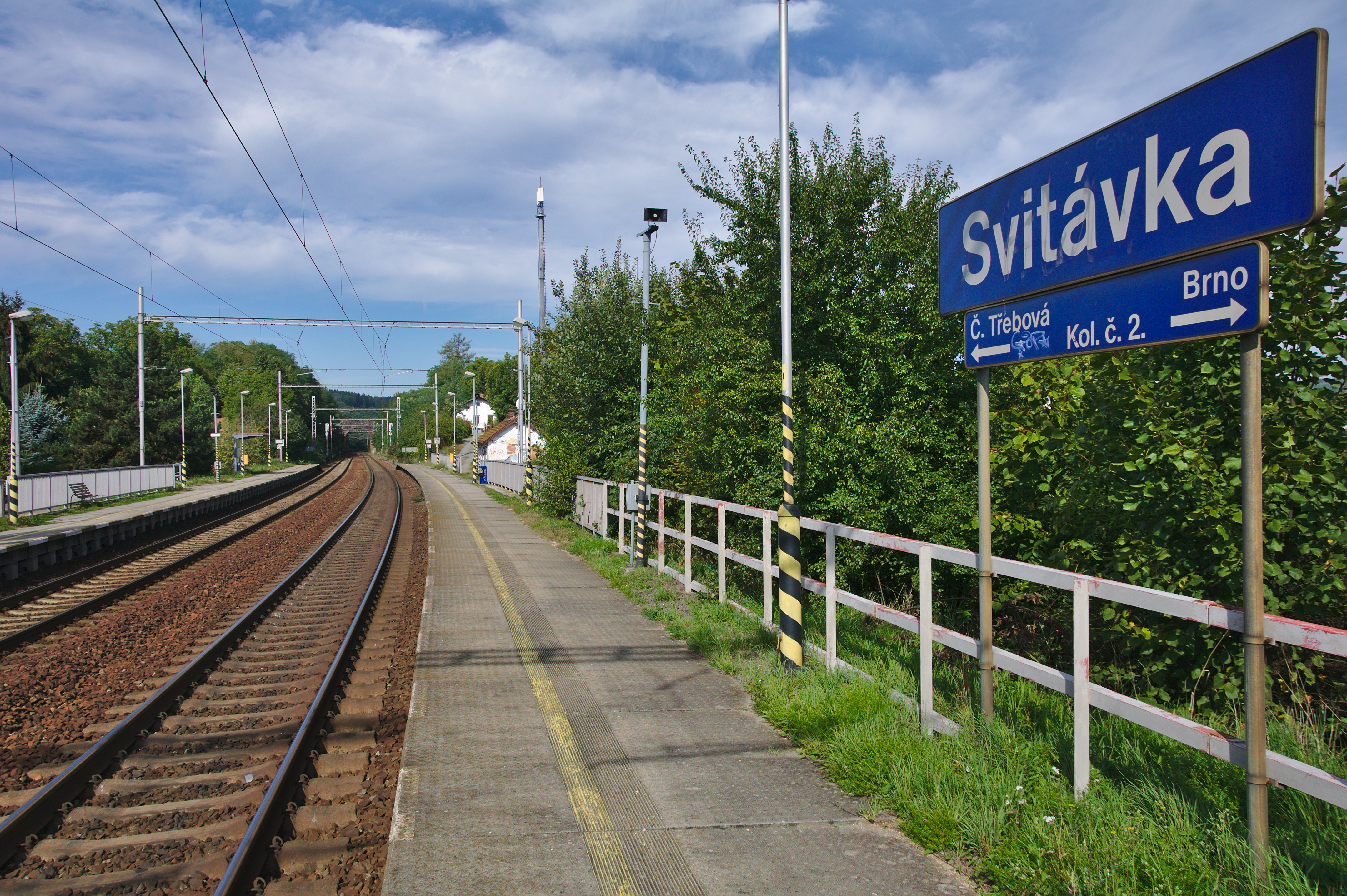
železniční stanice
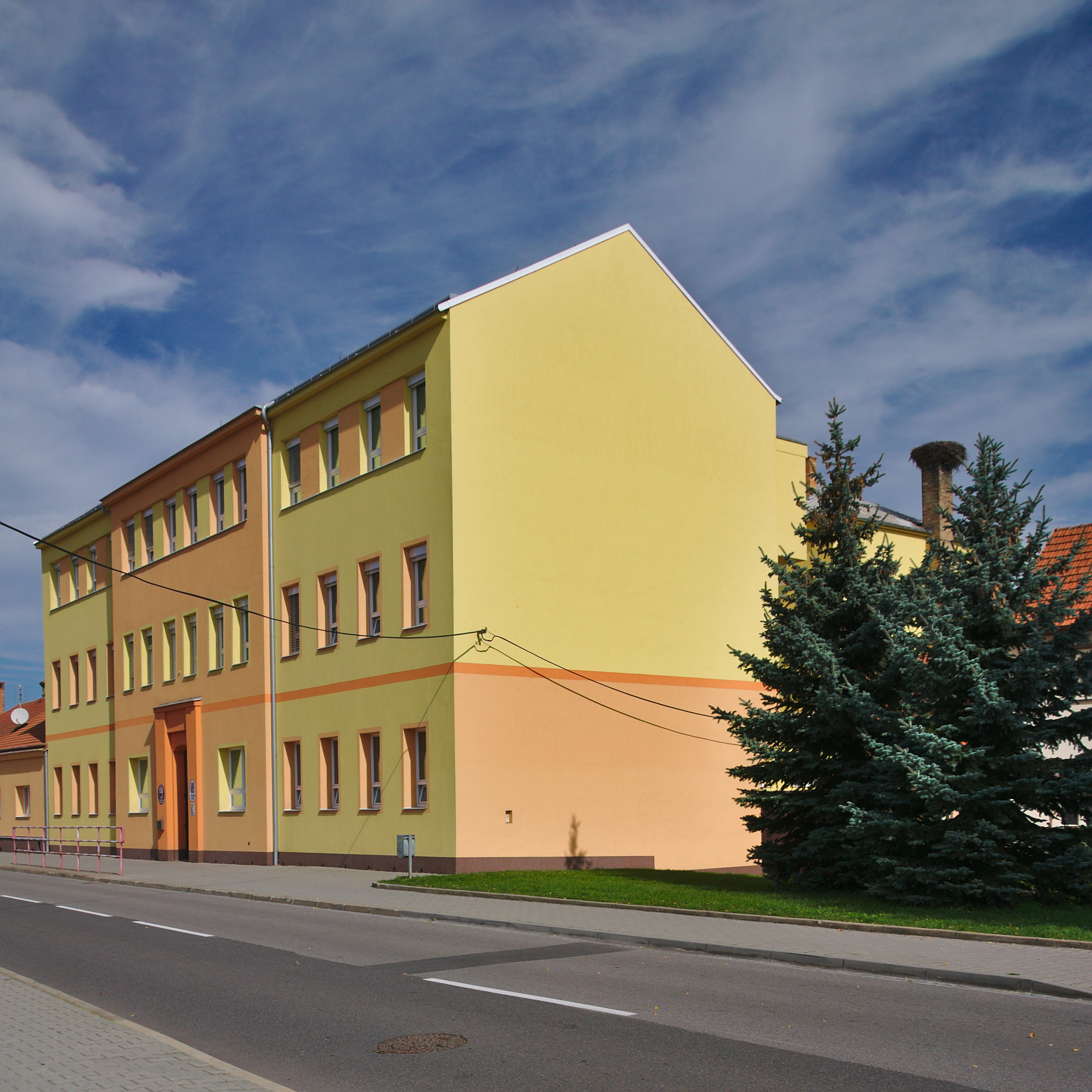
Základní škola
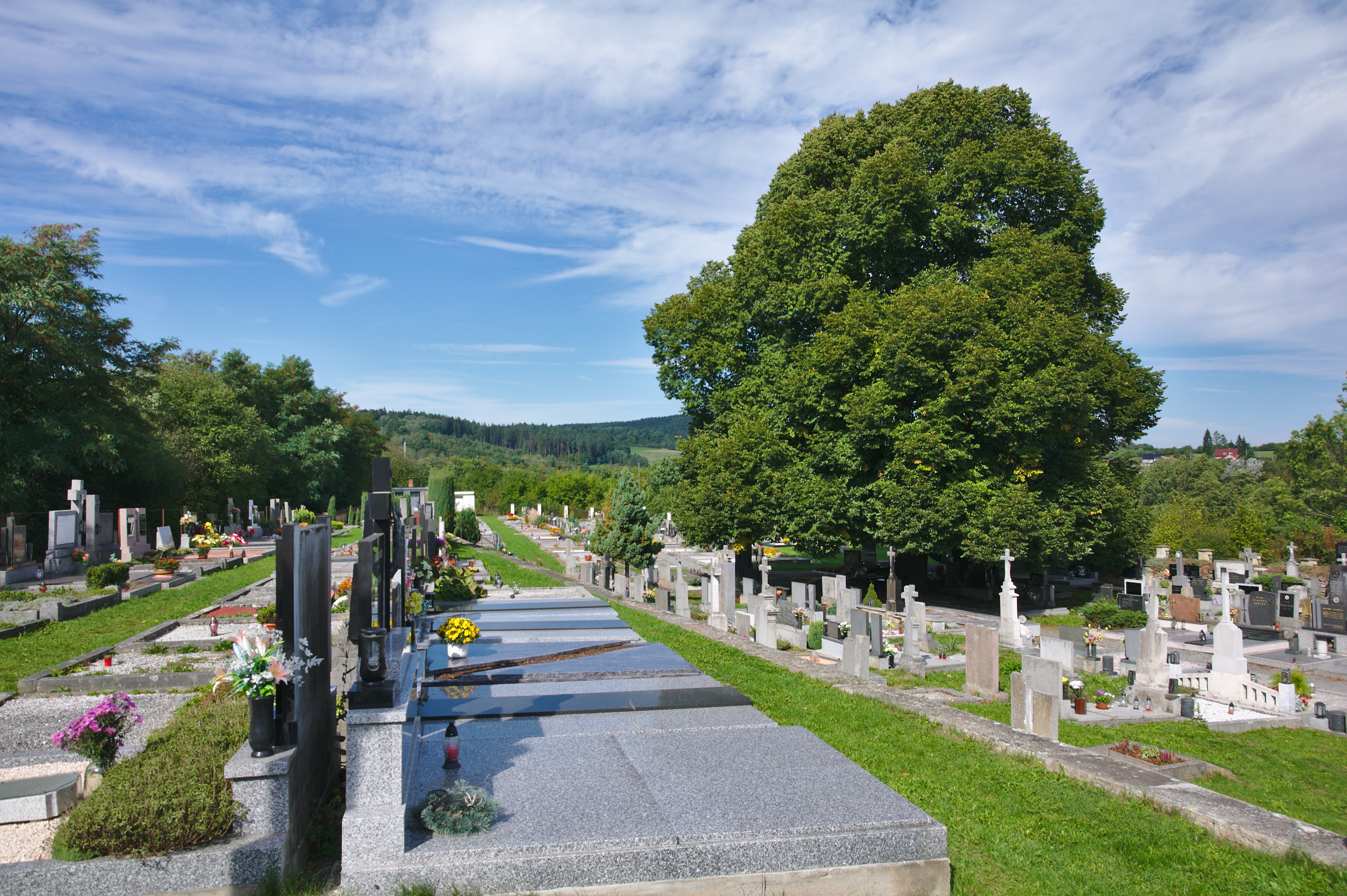
místní hřbitov